# Serica variegata
Serica variegata är en skalbaggsart som beskrevs av Shuhei Nomura 1974. Serica variegata ingår i släktet Serica och familjen Melolonthidae. Inga underarter finns listade i Catalogue of Life.